# Aardbeving Fukushima 2022
De aardbeving voor de kust van Fukushima in Japan gebeurde op 16 maart 2022 om 23.36 uur lokale tijd. De beving had volgens het Japans Meteorologisch Instituut een kracht van 7,4 Mw (of 7,3 volgens het United States Geological Survey) en vond plaats op ongeveer 60 km diepte.  Als gevolg van de beving vielen er vier doden en meer dan 200 gewonden.
Na de beving werden er tsunamiwaarschuwingen afgegeven voor de prefecturen Miyagi en Fukushima, die later weer werden ingetrokken.
Deze aardbeving kwam ruim een jaar na de vorige aardbeving voor de kust van Fukushima, op 13 februari 2021. Miljoenen huishoudens kwamen zonder stroom te zitten.
Volgens de Japanse nucleaire waakhond leidde de beving van 16 maart 2022 niet tot problemen bij de kerncentrale in Fukushima, die eerder wel zwaar was beschadigd door de zeebeving van 11 maart 2011.

## Afbeeldingen

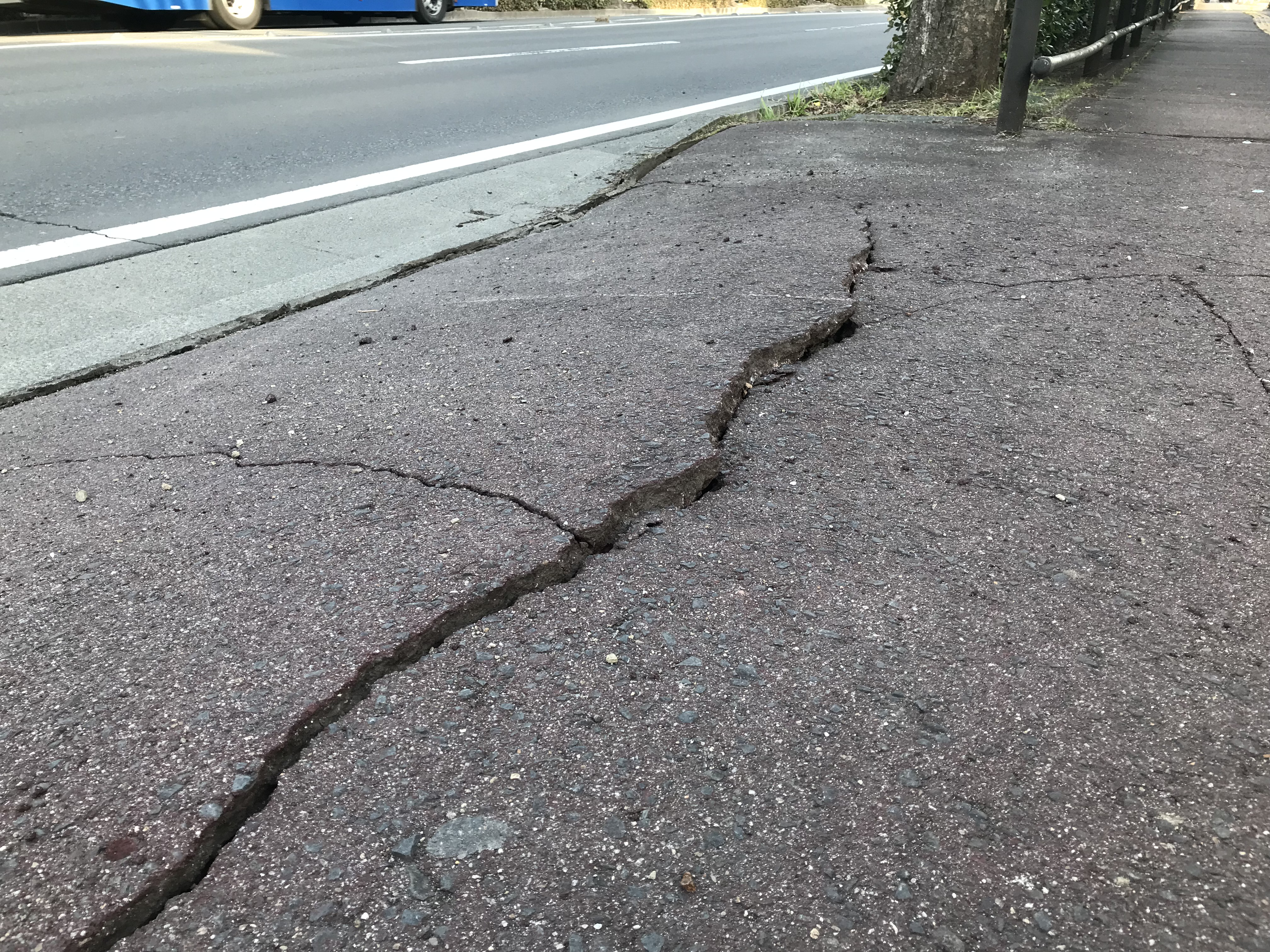
Scheur in de weg, veroorzaakt door de aardbeving
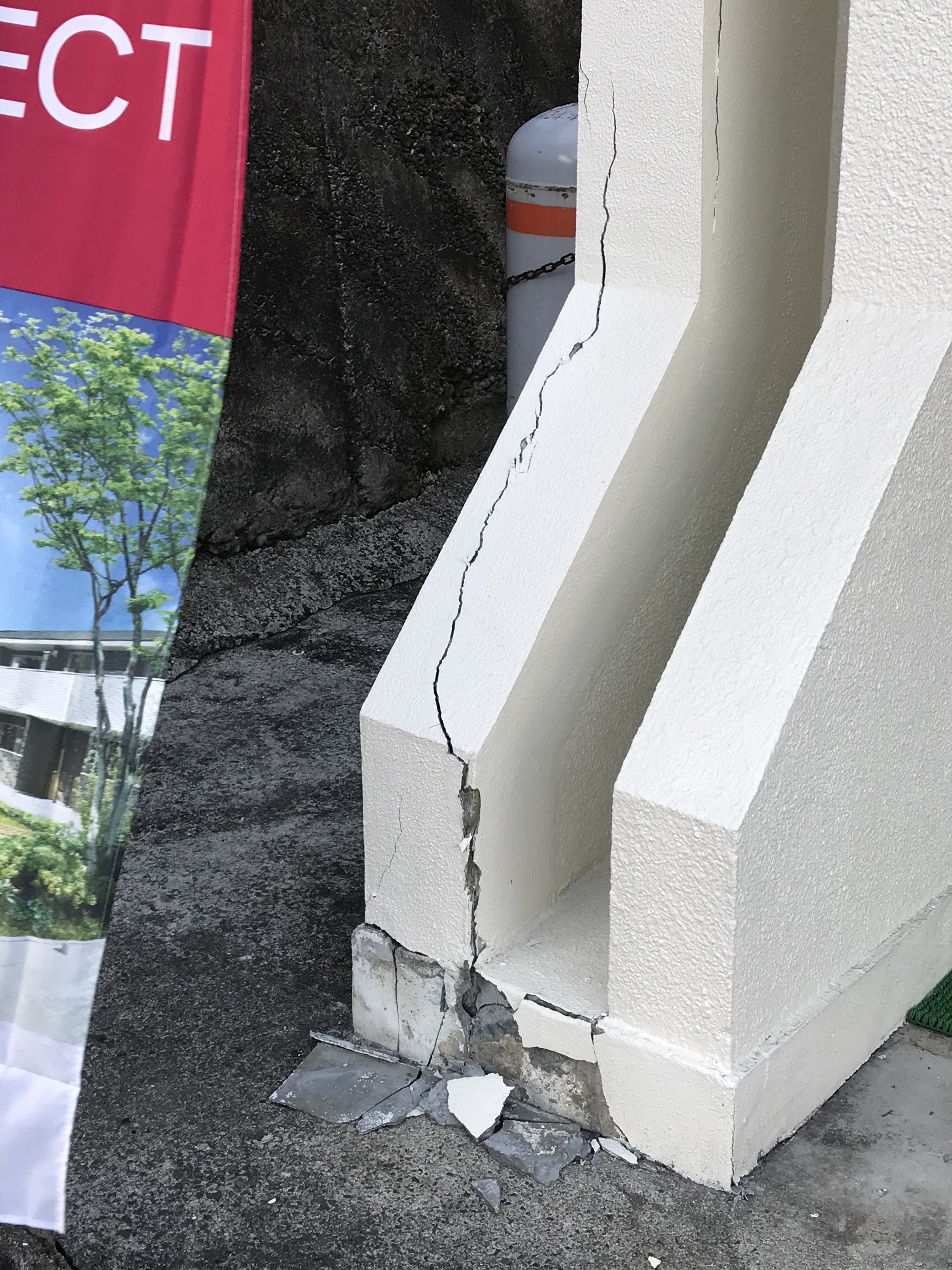
Scheur veroorzaakt door de aardbeving
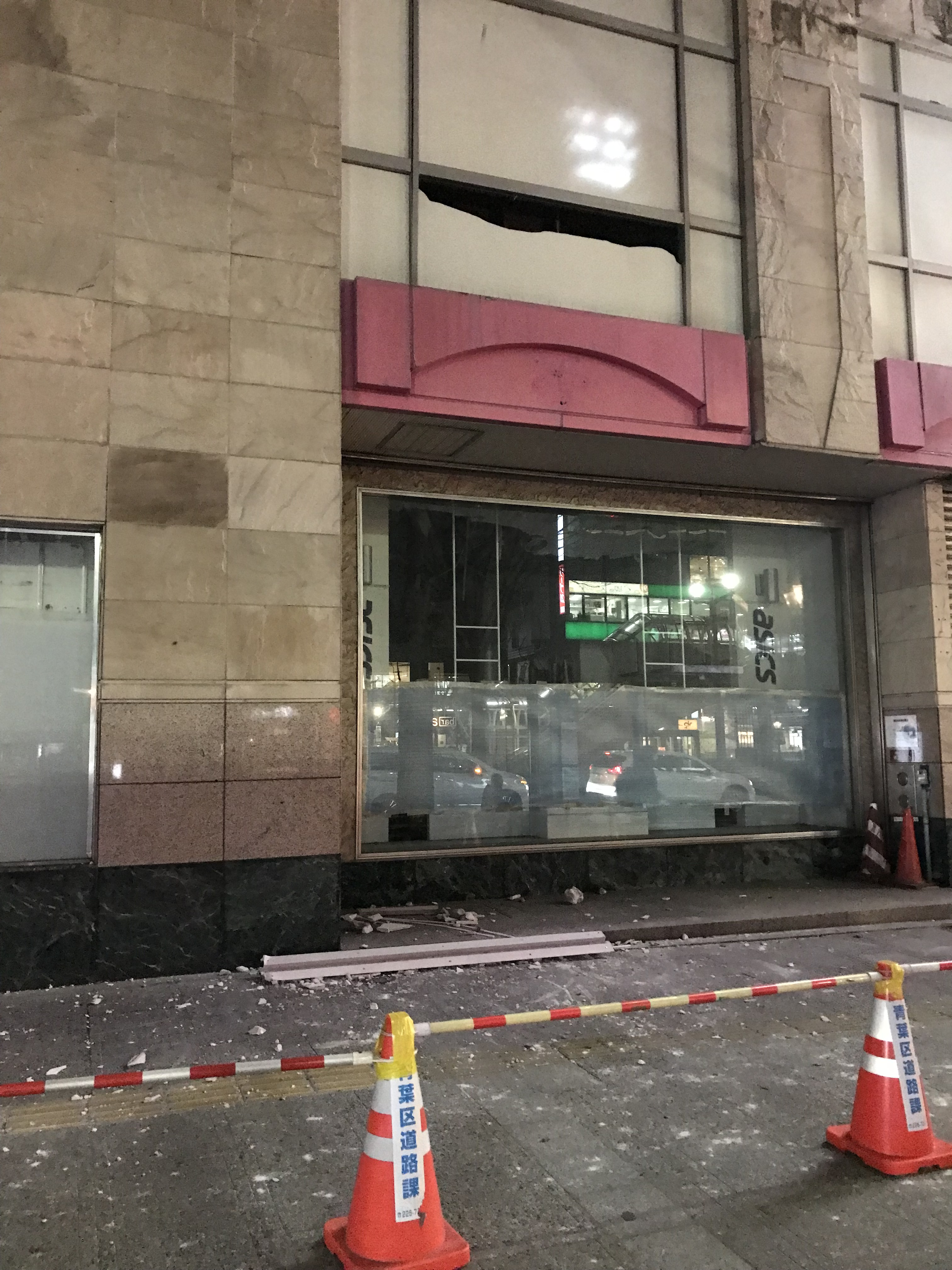
Beschadigd gebouw in Aoba